# Dreiband Grand Prix 1994/2
Der Dreiband Grand Prix 1994/2 war das 54. Turnier in dieser Disziplin des Karambolagebillards und fand vom 24. bis zum 27. Februar 1994 im tschechischen Kroměříž statt.
Das UMB/CEB-Turnier wurde als „EURO GRAND-PRIX DREIBAND“ ausgetragen.

## Geschichte
Der Portugiese Jorge Theriaga gewann in Kroměříž sein zweites Grand-Prix-Turnier. Im Finale besiegte er Christian Rudolph mit 3:1 Sätzen. Den dritten Platz sicherte sich der Däne Brian Knudsen durch einen 2:1-Sieg gegen den Schweden Mats Noren.

## Turniermodus
Es wurde eine Vorqualifikation gespielt in der 10 Spieler in die Hauptqualifikation kamen. Hier qualifizierten sich 20 Teilnehmer, die mit den 12 gesetzten Teilnehmern das Hauptturnier bestritten.
Bei MP-Gleichstand wurde in folgender Reihenfolge gewertet:
1. MP = Matchpunkte
2. SP = Satzpunkte
3. GD = Generaldurchschnitt
4. HS = Höchstserie

## Gruppenphase

### Pre-Qualifikation
| Abschlusstabelle Gruppe A | Abschlusstabelle Gruppe A | Abschlusstabelle Gruppe A | Abschlusstabelle Gruppe A | Abschlusstabelle Gruppe A | Abschlusstabelle Gruppe A | Abschlusstabelle Gruppe A | Abschlusstabelle Gruppe A | Abschlusstabelle Gruppe A |
| Platz                     | Name                      | MP                        | SP                        | Pkte.                     | Aufn.                     | GD                        | BSD                       | HS                        |
| ------------------------- | ------------------------- | ------------------------- | ------------------------- | ------------------------- | ------------------------- | ------------------------- | ------------------------- | ------------------------- |
| 1                         | Leo Wlodarczyk            | 4                         | 4:1                       | 70                        | 95                        | 0,736                     | 1,666                     | 6                         |
| 2                         | Rainer Mikolajczak        | 2                         | 3:3                       | 76                        | 114                       | 0,666                     | 0,888                     | 6                         |
| 3                         | J. Dupuy                  | 0                         | 1:4                       | 53                        | 101                       | 0,524                     | 0,750                     | 3                         |

| Abschlusstabelle Gruppe B | Abschlusstabelle Gruppe B | Abschlusstabelle Gruppe B | Abschlusstabelle Gruppe B | Abschlusstabelle Gruppe B | Abschlusstabelle Gruppe B | Abschlusstabelle Gruppe B | Abschlusstabelle Gruppe B | Abschlusstabelle Gruppe B |
| Platz                     | Name                      | MP                        | SP                        | Pkte.                     | Aufn.                     | GD                        | BSD                       | HS                        |
| ------------------------- | ------------------------- | ------------------------- | ------------------------- | ------------------------- | ------------------------- | ------------------------- | ------------------------- | ------------------------- |
| 1                         | Marcel Dirn               | 4                         | 4:1                       | 60                        | 130                       | 0,538                     | 1,071                     | 4                         |
| 2                         | Alexander Weiss           | 2                         | 3:2                       | 67                        | 150                       | 0,446                     | 0,652                     | 6                         |
| 3                         | Natascha Al-Mamar         | 0                         | 0:4                       | 35                        | 115                       | 0,304                     | -                         | 3                         |

| Abschlusstabelle Gruppe C | Abschlusstabelle Gruppe C | Abschlusstabelle Gruppe C | Abschlusstabelle Gruppe C | Abschlusstabelle Gruppe C | Abschlusstabelle Gruppe C | Abschlusstabelle Gruppe C | Abschlusstabelle Gruppe C | Abschlusstabelle Gruppe C |
| Platz                     | Name                      | MP                        | SP                        | Pkte.                     | Aufn.                     | GD                        | BSD                       | HS                        |
| ------------------------- | ------------------------- | ------------------------- | ------------------------- | ------------------------- | ------------------------- | ------------------------- | ------------------------- | ------------------------- |
| 1                         | R. Kopecný                | 4                         | 4:1                       | 41                        | 73                        | 0,561                     | 0,750                     | 3                         |
| 2                         | L. Petr                   | 2                         | 3:2                       | 65                        | 146                       | 0,445                     | 0,750                     | 4                         |
| 3                         | T. Waitz                  | 0                         | 0:4                       | 20                        | 72                        | 0,277                     | –                         | 3                         |

| Abschlusstabelle Gruppe D | Abschlusstabelle Gruppe D | Abschlusstabelle Gruppe D | Abschlusstabelle Gruppe D | Abschlusstabelle Gruppe D | Abschlusstabelle Gruppe D | Abschlusstabelle Gruppe D | Abschlusstabelle Gruppe D | Abschlusstabelle Gruppe D |
| Platz                     | Name                      | MP                        | SP                        | Pkte.                     | Aufn.                     | GD                        | BSD                       | HS                        |
| ------------------------- | ------------------------- | ------------------------- | ------------------------- | ------------------------- | ------------------------- | ------------------------- | ------------------------- | ------------------------- |
| 1                         | M. Sotola                 | 4                         | 4:1                       | 70                        | 158                       | 0,443                     | 0,625                     | 4                         |
| 2                         | R. Braczek                | 2                         | 3:2                       | 67                        | 121                       | 0,553                     | 0,937                     | 5                         |
| 3                         | Leo Wlodarczyk            | 0                         | 0:4                       | 46                        | 107                       | 0,429                     | –                         | 4                         |

| Abschlusstabelle Gruppe E | Abschlusstabelle Gruppe E | Abschlusstabelle Gruppe E | Abschlusstabelle Gruppe E | Abschlusstabelle Gruppe E | Abschlusstabelle Gruppe E | Abschlusstabelle Gruppe E | Abschlusstabelle Gruppe E | Abschlusstabelle Gruppe E |
| Platz                     | Name                      | MP                        | SP                        | Pkte.                     | Aufn.                     | GD                        | BSD                       | HS                        |
| ------------------------- | ------------------------- | ------------------------- | ------------------------- | ------------------------- | ------------------------- | ------------------------- | ------------------------- | ------------------------- |
| 1                         | Alfred Rath               | 2                         | 3:2                       | 62                        | 108                       | 0,574                     | 1,500                     | 6                         |
| 2                         | Zdenek Procházka          | 2                         | 2:2                       | 43                        | 68                        | 0,632                     | 0,833                     | 3                         |
| 3                         | Andreas Volbracht         | 2                         | 2:3                       | 53                        | 113                       | 0,469                     | 0,833                     | 4                         |

### Haupt-Qualifikation
| Abschlusstabelle Gruppe A | Abschlusstabelle Gruppe A | Abschlusstabelle Gruppe A | Abschlusstabelle Gruppe A | Abschlusstabelle Gruppe A | Abschlusstabelle Gruppe A | Abschlusstabelle Gruppe A | Abschlusstabelle Gruppe A | Abschlusstabelle Gruppe A |
| Platz                     | Name                      | MP                        | SP                        | Pkte.                     | Aufn.                     | GD                        | BSD                       | HS                        |
| ------------------------- | ------------------------- | ------------------------- | ------------------------- | ------------------------- | ------------------------- | ------------------------- | ------------------------- | ------------------------- |
| 1                         | Zdenek Procházka          | 4                         | 4:0                       | 60                        | 91                        | 0,659                     | 1,500                     | 5                         |
| 2                         | Stephan Kohout            | 2                         | 2:2                       | 39                        | 57                        | 0,684                     | 1,363                     | 7                         |
| 3                         | Alfred Rath               | 0                         | 0:4                       | 39                        | 93                        | 0,419                     | –                         | 3                         |

| Abschlusstabelle Gruppe B | Abschlusstabelle Gruppe B | Abschlusstabelle Gruppe B | Abschlusstabelle Gruppe B | Abschlusstabelle Gruppe B | Abschlusstabelle Gruppe B | Abschlusstabelle Gruppe B | Abschlusstabelle Gruppe B | Abschlusstabelle Gruppe B |
| Platz                     | Name                      | MP                        | SP                        | Pkte.                     | Aufn.                     | GD                        | BSD                       | HS                        |
| ------------------------- | ------------------------- | ------------------------- | ------------------------- | ------------------------- | ------------------------- | ------------------------- | ------------------------- | ------------------------- |
| 1                         | P. Domanský               | 2                         | 3:2                       | 67                        | 135                       | 0,496                     | 0,750                     | 5                         |
| 2                         | Alexander Weiss           | 2                         | 3:3                       | 75                        | 159                       | 0,471                     | 0,937                     | 6                         |
| 3                         | M. Sotola                 | 2                         | 2:3                       | 59                        | 117                       | 0,504                     | 0,733                     | 4                         |

| Abschlusstabelle Gruppe C | Abschlusstabelle Gruppe C | Abschlusstabelle Gruppe C | Abschlusstabelle Gruppe C | Abschlusstabelle Gruppe C | Abschlusstabelle Gruppe C | Abschlusstabelle Gruppe C | Abschlusstabelle Gruppe C | Abschlusstabelle Gruppe C |
| Platz                     | Name                      | MP                        | SP                        | Pkte.                     | Aufn.                     | GD                        | BSD                       | HS                        |
| ------------------------- | ------------------------- | ------------------------- | ------------------------- | ------------------------- | ------------------------- | ------------------------- | ------------------------- | ------------------------- |
| 1                         | Brian Knudsen             | 4                         | 4:0                       | 60                        | 44                        | 1,363                     | 1,875                     | 5                         |
| 2                         | Dieter Großjung           | 2                         | 2:3                       | 56                        | 68                        | 0,823                     | 2,142                     | 7                         |
| 3                         | Ivo Gazdos                | 0                         | 1:4                       | 57                        | 77                        | 0,740                     | 1,285                     | 5                         |

| Abschlusstabelle Gruppe D | Abschlusstabelle Gruppe D | Abschlusstabelle Gruppe D | Abschlusstabelle Gruppe D | Abschlusstabelle Gruppe D | Abschlusstabelle Gruppe D | Abschlusstabelle Gruppe D | Abschlusstabelle Gruppe D | Abschlusstabelle Gruppe D |
| Platz                     | Name                      | MP                        | SP                        | Pkte.                     | Aufn.                     | GD                        | BSD                       | HS                        |
| ------------------------- | ------------------------- | ------------------------- | ------------------------- | ------------------------- | ------------------------- | ------------------------- | ------------------------- | ------------------------- |
| 1                         | Gerhard Ralis             | 4                         | 4:0                       | 60                        | 70                        | 0,857                     | 1,363                     | 7                         |
| 2                         | Eddy Leppens              | 2                         | 2:2                       | 50                        | 54                        | 0,925                     | 1,666                     | 6                         |
| 3                         | Marcel Dirn               | 0                         | 0:4                       | 28                        | 59                        | 0,474                     | -                         | 3                         |

| Abschlusstabelle Gruppe E | Abschlusstabelle Gruppe E | Abschlusstabelle Gruppe E | Abschlusstabelle Gruppe E | Abschlusstabelle Gruppe E | Abschlusstabelle Gruppe E | Abschlusstabelle Gruppe E | Abschlusstabelle Gruppe E | Abschlusstabelle Gruppe E |
| Platz                     | Name                      | MP                        | SP                        | Pkte.                     | Aufn.                     | GD                        | BSD                       | HS                        |
| ------------------------- | ------------------------- | ------------------------- | ------------------------- | ------------------------- | ------------------------- | ------------------------- | ------------------------- | ------------------------- |
| 1                         | David Persson             | 4                         | 4:0                       | 60                        | 57                        | 1,052                     | 1,363                     | 7                         |
| 2                         | L. Petr                   | 2                         | 2:3                       | 61                        | 78                        | 0,782                     | 1,100                     | 5                         |
| 3                         | S. Smaha                  | 0                         | 1:4                       | 52                        | 79                        | 0,658                     | 1,250                     | 7                         |

| Abschlusstabelle Gruppe F | Abschlusstabelle Gruppe F | Abschlusstabelle Gruppe F | Abschlusstabelle Gruppe F | Abschlusstabelle Gruppe F | Abschlusstabelle Gruppe F | Abschlusstabelle Gruppe F | Abschlusstabelle Gruppe F | Abschlusstabelle Gruppe F |
| Platz                     | Name                      | MP                        | SP                        | Pkte.                     | Aufn.                     | GD                        | BSD                       | HS                        |
| ------------------------- | ------------------------- | ------------------------- | ------------------------- | ------------------------- | ------------------------- | ------------------------- | ------------------------- | ------------------------- |
| 1                         | Georges Demos             | 4                         | 4:2                       | 86                        | 94                        | 0,914                     | 1,625                     | 6                         |
| 2                         | Mats Noren                | 2                         | 3:2                       | 73                        | 67                        | 1,089                     | 1,666                     | 4                         |
| 3                         | R. Braczek                | 0                         | 1:4                       | 30                        | 74                        | 0,405                     | 1,153                     | 4                         |

| Abschlusstabelle Gruppe G | Abschlusstabelle Gruppe G | Abschlusstabelle Gruppe G | Abschlusstabelle Gruppe G | Abschlusstabelle Gruppe G | Abschlusstabelle Gruppe G | Abschlusstabelle Gruppe G | Abschlusstabelle Gruppe G | Abschlusstabelle Gruppe G |
| Platz                     | Name                      | MP                        | SP                        | Pkte.                     | Aufn.                     | GD                        | BSD                       | HS                        |
| ------------------------- | ------------------------- | ------------------------- | ------------------------- | ------------------------- | ------------------------- | ------------------------- | ------------------------- | ------------------------- |
| 1                         | M. Boingeres              | 4                         | 4:0                       | 60                        | 68                        | 0,833                     | 1,250                     | 5                         |
| 2                         | Rainer Mikolajczak        | 2                         | 2:3                       | 60                        | 84                        | 0,714                     | 1,071                     | 5                         |
| 3                         | Zoltan Kovác              | 0                         | 1:4                       | 44                        | 90                        | 0,488                     | 0,681                     | 5                         |

| Abschlusstabelle Gruppe H | Abschlusstabelle Gruppe H | Abschlusstabelle Gruppe H | Abschlusstabelle Gruppe H | Abschlusstabelle Gruppe H | Abschlusstabelle Gruppe H | Abschlusstabelle Gruppe H | Abschlusstabelle Gruppe H | Abschlusstabelle Gruppe H |
| Platz                     | Name                      | MP                        | SP                        | Pkte.                     | Aufn.                     | GD                        | BSD                       | HS                        |
| ------------------------- | ------------------------- | ------------------------- | ------------------------- | ------------------------- | ------------------------- | ------------------------- | ------------------------- | ------------------------- |
| 1                         | Philippe Bouvier          | 4                         | 4:1                       | 72                        | 63                        | 1,142                     | 2,142                     | 8                         |
| 2                         | Poul Bjerring             | 2                         | 3:3                       | 75                        | 83                        | 0,914                     | 1,875                     | 10                        |
| 3                         | R. Kopecný                | 0                         | 1:4                       | 28                        | 57                        | 0,491                     | 0,750                     | 3                         |

## Hauptturnier

### 1/16-Finale
| Partie |                    | Ergebnis                   |                   |
| ------ | ------------------ | -------------------------- | ----------------- |
| 01     | Brian Knudsen      | 15/15/15:6/4/4             | P. Domanský       |
| 02     | Rainer Mikolajczak | 8/10/14:15/15/15           | Rini van Bracht   |
| 03     | Hans-Jürgen Kühl   | 15/15/15:11/13/12          | David Persson     |
| 04     | Eddy Leppens       | 15/5/6/13:9/15/15/15       | Andreas Efler     |
| 05     | Philippe Bouvier   | 11/9/7:15/15/15            | Andreas Horvath   |
| 06     | L. Petr            | 12/0/4:15/15/15            | Lennart Blomdahl  |
| 07     | George Sakkas      | 11/15/15/15:15/10/8/12     | Poul Bjerring     |
| 08     | M. Sotola          | 6/6/9:15/15/15             | Christian Rudolph |
| 09     | M. Boingeres       | 15/15/12/14/4:9/7/15/15/15 | Edgar Bettzieche  |
| 010    | Hans Laursen       | 15/15/15:6/6/2             | Alexander Weiss   |
| 011    | Johnny Möller      | 9/13/5:15/15/15            | Mats Noren        |
| 012    | Dion Nelin         | 15/7/15/15:2/15/11/14      | Ivo Gazdos        |
| 013    | Dieter Großjung    | 7/15/7/13/:15/14/15/15     | Jorge Theriaga    |
| 014    | Martin Horn        | 15/15/15:11/11/11          | George Demos      |
| 015    | Stephan Kohout     | 15/15/15:11/12/11          | Gerhard Ralis     |
| 016    | Zdenek Procházka   | 10/8/12:15/15/15           | Paul Stroobants   |

### Ab Achtelfinale
Im Folgenden ist der Turnierbaum der Finalrunde aufgelistet. Legende: 1. Satz/2. Satz/3. Satz/4. Satz/5. Satz

|  | Achtelfinale 3 GS bis 15 | Achtelfinale 3 GS bis 15 |                   |               | Viertelfinale 3 GS bis 15 | Viertelfinale 3 GS bis 15 |  |  | Halbfinale 3 GS bis 15 | Halbfinale 3 GS bis 15 |  |  | Finale 3 GS bis 15 | Finale 3 GS bis 15 |
|  |                          |                          |                   |               |                           |                           |  |  |                        |                        |  |  |                    |                    |
|  |                          |                          |                   |               |                           |                           |  |  |                        |                        |  |  |                    |                    |
|  | Brian Knudsen            | 15/7/8/15/15             |                   |               |                           |                           |  |  |                        |                        |  |  |                    |                    |
|  | Brian Knudsen            | 15/7/8/15/15             |                   |               |                           |                           |  |  |                        |                        |  |  |                    |                    |
|  | Rini van Bracht          | 8/15/15/11/8             |                   |               |                           |                           |  |  |                        |                        |  |  |                    |                    |
|  | Rini van Bracht          | 8/15/15/11/8             | Brian Knudsen     | 15/15/15      |                           |                           |  |  |                        |                        |  |  |                    |                    |
|  |                          |                          | Brian Knudsen     | 15/15/15      |                           |                           |  |  |                        |                        |  |  |                    |                    |
|  |                          | Andreas Efler            | 12/14/12          |               |                           |                           |  |  |                        |                        |  |  |                    |                    |
|  | Hans-Jürgen Kühl         | Andreas Efler            | 12/14/12          | 13/4/15/8     |                           |                           |  |  |                        |                        |  |  |                    |                    |
|  | Hans-Jürgen Kühl         |                          |                   | 13/4/15/8     |                           |                           |  |  |                        |                        |  |  |                    |                    |
|  | Andreas Efler            | 15/15/13/15              |                   |               |                           |                           |  |  |                        |                        |  |  |                    |                    |
|  | Andreas Efler            | 15/15/13/15              | Brian Knudsen     | 8/7/15/15/14  |                           |                           |  |  |                        |                        |  |  |                    |                    |
|  |                          |                          | Brian Knudsen     | 8/7/15/15/14  |                           |                           |  |  |                        |                        |  |  |                    |                    |
|  |                          | Christian Rudolph        | 15/15/10/14/15    |               |                           |                           |  |  |                        |                        |  |  |                    |                    |
|  | Andreas Horvath          | Christian Rudolph        | 15/15/10/14/15    | 7/15/7/15/15  |                           |                           |  |  |                        |                        |  |  |                    |                    |
|  | Andreas Horvath          |                          |                   | 7/15/7/15/15  |                           |                           |  |  |                        |                        |  |  |                    |                    |
|  | Lennart Blomdahl         | 15/4/15/12/4             |                   |               |                           |                           |  |  |                        |                        |  |  |                    |                    |
|  | Lennart Blomdahl         | 15/4/15/12/4             | Andreas Horvath   | 11/14/12      |                           |                           |  |  |                        |                        |  |  |                    |                    |
|  |                          |                          | Andreas Horvath   | 11/14/12      |                           |                           |  |  |                        |                        |  |  |                    |                    |
|  |                          | Christian Rudolph        | 15/15/15          |               |                           |                           |  |  |                        |                        |  |  |                    |                    |
|  | George Sakkas            | Christian Rudolph        | 15/15/15          | 15/15/10/9/12 |                           |                           |  |  |                        |                        |  |  |                    |                    |
|  | George Sakkas            |                          |                   | 15/15/10/9/12 |                           |                           |  |  |                        |                        |  |  |                    |                    |
|  | Christian Rudolph        | 13/9/15/15/15            |                   |               |                           |                           |  |  |                        |                        |  |  |                    |                    |
|  | Christian Rudolph        | 13/9/15/15/15            | Christian Rudolph | 15/10/5/      |                           |                           |  |  |                        |                        |  |  |                    |                    |
|  |                          |                          | Christian Rudolph | 15/10/5/      |                           |                           |  |  |                        |                        |  |  |                    |                    |
|  |                          | Jorge Theriaga           | 7/15/15/15        |               |                           |                           |  |  |                        |                        |  |  |                    |                    |
|  | Edgar Bettzieche         | Jorge Theriaga           | 7/15/15/15        | 6/15/14/0/14  |                           |                           |  |  |                        |                        |  |  |                    |                    |
|  | Edgar Bettzieche         |                          |                   | 6/15/14/0/14  |                           |                           |  |  |                        |                        |  |  |                    |                    |
|  | Hans Laursen             | 7/15/15/15               |                   |               |                           |                           |  |  |                        |                        |  |  |                    |                    |
|  | Hans Laursen             | 7/15/15/15               | Hans Laursen      | 13/5/12       |                           |                           |  |  |                        |                        |  |  |                    |                    |
|  |                          |                          | Hans Laursen      | 13/5/12       |                           |                           |  |  |                        |                        |  |  |                    |                    |
|  |                          | Mats Noren               | 15/15/15          |               |                           |                           |  |  |                        |                        |  |  |                    |                    |
|  | Mats Noren               | Mats Noren               | 15/15/15          | 15/15/3/15    |                           |                           |  |  |                        |                        |  |  |                    |                    |
|  | Mats Noren               |                          |                   | 15/15/3/15    |                           |                           |  |  |                        |                        |  |  |                    |                    |
|  | Dion Nelin               | 13/13/15/11              |                   |               |                           |                           |  |  |                        |                        |  |  |                    |                    |
|  | Dion Nelin               | 13/13/15/11              | Mats Noren        | 4/11/11       |                           |                           |  |  |                        |                        |  |  |                    |                    |
|  |                          |                          | Mats Noren        | 4/11/11       |                           |                           |  |  |                        |                        |  |  |                    |                    |
|  |                          | Jorge Theriaga           | 15/15/15          |               |                           |                           |  |  |                        |                        |  |  |                    |                    |
|  | Jorge Theriaga           | Jorge Theriaga           | 15/15/15          | 15/15/15      |                           |                           |  |  |                        |                        |  |  |                    |                    |
|  | Jorge Theriaga           |                          |                   | 15/15/15      |                           |                           |  |  |                        |                        |  |  |                    |                    |
|  | Martin Horn              | 13/8/7                   |                   |               |                           |                           |  |  |                        |                        |  |  |                    |                    |
|  | Martin Horn              | 13/8/7                   | Jorge Theriaga    | 15/9/15/15    |                           |                           |  |  |                        |                        |  |  |                    |                    |
|  |                          |                          | Jorge Theriaga    | 15/9/15/15    | Spiel um Platz 3          |                           |  |  |                        |                        |  |  |                    |                    |
|  |                          | Paul Stroobants          | 7/15/11/11        |               |                           |                           |  |  |                        |                        |  |  |                    |                    |
|  | Stephan Kohout           | Paul Stroobants          | 7/15/11/11        | 11/8/6        | Brian Knudsen             | 15/7/15                   |  |  |                        |                        |  |  |                    |                    |
|  | Stephan Kohout           |                          |                   | 11/8/6        | Brian Knudsen             | 15/7/15                   |  |  |                        |                        |  |  |                    |                    |
|  | Paul Stroobants          | 15/15/15                 |                   | Mats Noren    | 12/15/8                   |                           |  |  |                        |                        |  |  |                    |                    |

## Abschlusstabelle
| MP    | Match Points (Sieger = 2; Unentschieden = 1; Verlierer = 0) |
| Pkte. | Erzielte Karambolagen                                       |
| Aufn. | Benötigte Versuche                                          |
| GD    | Generaldurchschnitt                                         |
| BED   | Bester Einzeldurchschnitt eines Spielers                    |
| HS    | Höchstserie                                                 |
|       | Bester GD des Turniers                                      |
|       | Bester ED des Turniers                                      |
|       | Beste HS des Turniers                                       |
|       | 1. Platz (Gold)                                             |
|       | 2. Platz (Silber)                                           |
|       | 3. Platz (Bronze)                                           |

| Phase           | Platz | Name               | MP   | SP   | Pkte | Aufn. | GD    | BED   | HS | WRP |
| --------------- | ----- | ------------------ | ---- | ---- | ---- | ----- | ----- | ----- | -- | --- |
| Finale          | 1     | Jorge Theriaga     | 10:0 | 15:3 | 255  | 182   | 1,401 | 1,607 | 10 | 18  |
| Finale          | 2     | Christian Rudolph  | 8:2  | 13:7 | 260  | 232   | 1,120 | 1,682 | 9  | 14  |
| Halb- finale    | 3     | Brian Knudsen      | 8:2  | 13:6 | 246  | 193   | 1,274 | 1,423 | 9  | 11  |
| Halb- finale    | 4     | Mats Noren         | 6:4  | 10:6 | 199  | 185   | 1,075 | 1,153 | 9  | 9   |
| Viertel- finale | 5     | Paul Stroobants    | 4:2  | 7:3  | 134  | 151   | 0,887 | 0,849 | 7  | 7   |
| Viertel- finale | 6     | Hans Laursen       | 4:2  | 6:4  | 127  | 134   | 0,947 | 1,130 | 11 | 6   |
| Viertel- finale | 7     | Andreas Efler      | 4:2  | 6:5  | 143  | 126   | 1,134 | 1,317 | 6  | 5   |
| Viertel- finale | 8     | Andreas Horvath    | 4:2  | 6:5  | 142  | 144   | 0,986 | 1,250 | 7  | 4   |
| Achtel- finale  | 9     | Rini van Bracht    | 2:2  | 5:3  | 102  | 89    | 1,146 | 1,285 | 6  | 3   |
| Achtel- finale  | 10    | Lennart Blomdahl   | 2:2  | 5:3  | 95   | 89    | 1,067 | 1,097 | 6  | 3   |
| Achtel- finale  | 11    | George Sakkas      | 2:2  | 5:4  | 117  | 105   | 1,114 | 1,244 | 7  | 3   |
| Achtel- finale  | 12    | Hans-Jürgen Kühl   | 2:2  | 4:3  | 85   | 95    | 0,894 | 0,957 | 6  | 3   |
| Achtel- finale  | 13    | Dion Nelin         | 2:2  | 4:4  | 104  | 106   | 0,981 | 0,912 | 7  | 2   |
| Achtel- finale  | 14    | Martin Horn        | 2:2  | 3:3  | 73   | 69    | 1,057 | 1,046 | 6  | 2   |
| Achtel- finale  | 15    | Stephan Kohout     | 2:2  | 3:3  | 70   | 96    | 0,729 | 1,022 | 9  | 2   |
| Achtel- finale  | 16    | Edgar Bettzieche   | 2:2  | 4:5  | 104  | 112   | 0,928 | 0,910 | 5  | 2   |
| 1/16- finale    | 17    | M. Boingeres       | 0:2  | 2:3  | 60   | 67    | 0,895 | –     | 5  | 1   |
| 1/16- finale    | 18    | Poul Bjerring      | 0:2  | 1:3  | 45   | 44    | 1,022 | –     | 6  | 1   |
| 1/16- finale    | 19    | Eddy Leppens       | 0:2  | 1:3  | 39   | 40    | 0,975 | –     | 5  | 1   |
| 1/16- finale    | 20    | Dieter Großjung    | 0:2  | 1:3  | 42   | 47    | 0,893 | –     | 4  | 1   |
| 1/16- finale    | 21    | Ivo Gazdos         | 0:2  | 1:3  | 42   | 56    | 0,750 | –     | 4  | 1   |
| 1/16- finale    | 22    | Rainer Mikolajczak | 0:2  | 0:3  | 32   | 34    | 0,941 | –     | 5  | 1   |
| 1/16- finale    | 23    | Gerhard Ralis      | 0:2  | 0:3  | 34   | 42    | 0,809 | –     | 5  | 1   |
| 1/16- finale    | 24    | George Demos       | 0:2  | 0:3  | 33   | 41    | 0,804 | –     | 6  | 1   |